# T-Princess
T-Princess（ティープリンセス）は、茨城県土浦市を拠点として2012年（平成24年）8月から2015年（平成27年）8月にかけての3年間、活動を行っていた日本の5人組ローカルアイドルグループ。略称・愛称は「Tプリ」。土浦商工会議所青年部が中心となって発足させた「土浦メッセンジャーアイドル」である。

## 概要
2012年（平成24年）6月1日、土浦商工会議所青年部により土浦市を県内外にPRするご当地アイドルを発掘する企画「土浦発！ご当地アイドル誕生！シンデレラストーリーはここからはじまる」のメンバー募集が18歳から35歳までの女性を対象として開始された。活動がボランティアであることを事前に了承できることなどを条件としており、合格者には「韓国ソウル旅行」がプレゼントされるなどの特典が用意されていた。当初に考えられていたグループ名は土浦の「T」、かわいいを意味する「Pretty」、土浦の特産であるレンコンの英語名「Lotus root」の「L」を組み合わせた「T-Pretty-L」であった。
同年8月4日、JR土浦駅前通りで開催された「土浦キララまつり2012」の会場で、80通の応募の中から一次審査を勝ち抜いた21人が参加しての公開オーディションによる最終審査が行われ、メンバー5名（Maki、Aya、Ayu、Mao、Mai）が選ばれた。翌5日の同まつりのステージで、グループ名「T-Princess」としてデビューし、土浦市のPRと活性化、イメージアップのための3年間の活動をスタートした。
同年9月30日には茨城県警察の生活安全部長より、水戸ご当地アイドル（仮）（水戸市）、下妻ご当地アイドル「しもんchu」（下妻市）、かしま未来りーな（鹿嶋市）と共に「いばらき安全安心アンバサダー」を委嘱され、防犯PR、「110番の日」キャンペーン、振り込め詐欺キャンペーンなどの活動をおこなった。
同年10月に「Mai」が学業に専念するために脱退、同年12月にはリーダーの「Maki」が不慮の事故で亡くなり、3名で活動していたが、翌2013年2月にメンバー再募集の告知に踏み切り、同年4月より、Naho、Shoko、Izumi、を新たにメンバーに加えて計6名の新生「T-Princess」が誕生した。
2013年8月28日には、同年9月8日投開票の茨城県知事選挙に向けて、茨城県選挙管理委員会より県内のご当地アイドル3組と、ご当地ヒーロー・イバライガーと共に一日選挙管理委員に任命され、「統一啓発デー」の9月1日に街頭活動をおこない投票を呼び掛けた。
同年12月26日には、水戸市で開かれた防犯キャンペーンにおいて、水戸ご当地アイドル（仮）と共に茨城県警察による防犯啓発ソング「きずな」を披露している。
2015年8月1日・2日に開催された「土浦キララまつり2015」へのステージ出演をもって、3年間の任期を満了し活動を終了、同ステージで卒業セレモニーが行われた。

## メンバー

### 活動終了時のメンバー
- Aya（12月16日 - 、ブルー）
- Ayu（3月3日 - 、ショッキングピンク）
- Naho（2月8日 - 、オレンジ[20]）- 2013年4月7日に加入[21]。
- Mizuki（2月18日 - 、ベビーピンク）- 2014年4月より候補生、同年7月21日「泳げる霞ヶ浦市民フェスティバル」でデビュー[22]
- Nana（9月9日 - 、グリーン）-2014年11月15日「土浦カレーフェスティバル」でデビュー、Ayaとは姉妹[23]。

### 過去に在籍したメンバー
- Mai（学業専念のため2012年10月31日をもって脱退[11]、初代メンバー）
- Maki（2012年12月、不慮の事故により逝去[12]、初代リーダー）
- Mao（水色[20]、2013年10月31日をもって卒業[24]、初代メンバー）
- Shoko（薄ピンク[20]、2013年4月7日に加入[25]、2013年12月31日をもって卒業[26]）
- Izumi（グリーン、2013年4月7日に加入[20]、2013年に卒業[27]）

## 作品

### シングル
- 「夜空(そら)にきらら」（2012年11月17日、T3-001、T3 Record）
- 「HIKARI」（2013年11月16日）

#### 楽曲
- MEZA☆プリ
- ヘイヘイ

### アルバム
- 『T-Princess』（2015年4月18日）[28]

## 出演

### テレビ
- いいじゃん!（2012年11月22日、J:COMチャンネル関東）
- とれたてワイドいばらき（2013年10月31日、NHK水戸）- Ayu
- いいじゃん!（2014年9月22日 - 2014年9月28日、J:COMチャンネル関東） - 土浦全国花火競技大会告知

### ラジオ
- つくばYou've got 84.2(発信chu)!（2013年9月16日、ラヂオつくば）- 公開生放送
- 祝！ラヂオつくば開局5周年 5倍返しでじぇじぇじぇじぇじぇ。おもてなしと今でしょは実におもしろい！スペシャル〜!!（2013年10月10日、ラヂオつくば）- 公開生放送
- 水戸ご当地アイドル（仮）のねばれるラジオ（2013年11月26日、IBS茨城放送）- ゲスト出演
- つくばPLUS（2013年11月30日、ラヂオつくば）- ゲスト出演
- wh@t? Tsukuba!（2015年6月22日・7月29日、ラヂオつくば）- 公開生放送
- N'sCafeTark（2015年6月24日、ラヂオつくば）- 公開生放送
- クラスタ（2015年6月24日、ラヂオつくば）- 公開生放送
- Smile Smile plus i（2013年7月31日、IBS茨城放送）

### インターネットテレビ
- しもんchuのまどろみマヌーサ#021（2015年2月18日 - 、いばキラTV）[29]

### ネット配信
- えつこのウシキン！（2015年10月3日、牛久駅前コミュニティハウスGREEN＊GREEN・USTREAM）
- ニュースのキモ・アフタヌーンイブニング（2015年7月12日、フジテレビ）- Ayaが生電話中継で出演[30]。
- 牛久市発ネット配信番組『ちゃんみよTV』（2015年7月29日、USTREAM）- Aya・Nanaゲスト出演[31]。

### CM
- 衆議院選挙投票率向上啓発CM（2012年12月10日 - 、いばキラTV）

### 雑誌・新聞連載
- いばらきご当地アイドル通信（2014年4月 - 2015年7月、月刊みと、株式会社ふじ工房）
- 茨城アイドルレポート（2014年4月 - 2015年3月、茨城新聞社）
  - 0（2）新曲振り付け考え中 県内外で土浦PR（2014年4月15日）- Aya
  - 0（6）レンコン料理大好き 土浦のおいしい魅力（2014年5月12日）- Ayu
  - （10）爽快！水陸両用バス 魅力たっぷり霞ヶ浦（2014年6月10日）- Naho
  - （14）すてきな姿見せたい 21日にデビュー決定（2014年7月8日）- Mizuki
  - （18）諦めずにチャレンジ デビュー2周年（2014年8月4日）- Aya
  - （22）一歩ずつ頑張ります Tプリ デビュー2周年（2014年9月1日）- Ayu
  - （26）土浦は「花火」の秋！ Tプリも参加（2014年9月29日）- Naho
  - （30）ご当地カレー満喫を 来月、土浦でフェス（2015年10月27日）- Mizuki
  - （34）姉とのやりとり期待 カレーフェスで初舞台（2014年11月24日）- Nana
  - （37）あす、初単独ライブ 充実した一年（2014年12月22日）- Aya
  - （41）光のアートがお勧め 霞ヶ浦総合公園（2015年1月26日）- Ayu
  - （45）かわいい人形見てね 土浦のひな祭り（2015年2月23日）- Naho
  - （49）品川まで開業日乗車 上野東京ライン（2015年3月24日）- Mizuki

### イベント

#### 2012年
- 08月04日・5日、土浦キララまつり2012（JR土浦駅前通り）
- 10月06日、第18弾土浦まちなか元気市（土浦駅前うらら広場）
- 11月17日、第9回 土浦カレーフェスティバル（土浦市川口運動公園　陸上競技場）

#### 2013年
- 01月06日、110番の日イベント（土浦イオンショッピングモール 花火ひろば）
- 03月02日、梅まつりだぜ！全員集合－!!（水戸京成百貨店特設イベント会場）
- 03月03日、土浦雛まつり（土浦名店街アーケード特設会場）
- 03月23日、第2回 水戸カレーバトル（偕楽園公園 四季の原）
- 04月21日、霞ヶ浦マラソン（川口運動公園・ランナーズヴィレッジ）- 5kmコースに出場・イベント出演
- 04月27日、那珂市八重桜まつり（静峰ふるさと公園）
- 05月05日、帆引きフェスタ 2013（歩崎公園（かすみがうら市））
- 06月28日、土浦駅屋上ビアガーデンイベント（土浦駅ペルチ屋上）
- 07月15日、泳げる霞ヶ浦市民フェスティバル（川口二丁目芝生広場（旧京成ホテル跡地））
- 07月16日、飲酒運転撲滅キャンペーン（土浦駅前）
- 07月28日、アントラーズカップ2013かしまビーチサッカー大会（鹿嶋市平井海水浴場 平井ビーチサッカー場)
- 08月03日・4日、土浦キララ祭り2013（JR土浦駅前通り・キララ広場）
- 09月15日、第20弾土浦まちなか元気市「軽トラ市」（土浦駅前うらら広場）
- 09月15日、サウンド蔵ムーンライトコンサート（モール505 滝の前広場）
- 09月21日、開局50周年記念イベント『IBS茨城放送 ラジオ祭り』（水戸市千波町 IBS茨城放送・駐車場）
- 09月28日、第一回ゆるキャラグルメフェスティバル in YOKOHAMA（横浜赤レンガ倉庫広場及び赤レンガパーク）
- 10月10日、T-princessミニライブ（オークラフロンティアホテルつくば本館（宴会場））
- 10月19日、ふれあいまちなかライブ土浦（モール505野外ステージ）
- 10月20日、2013砂沼フレンドリーフェスティバル（砂沼サンビーチ）
- 11月02日、茨城をたべよう収穫祭（笠間芸術の森公園（笠間市））
- 11月10日、第23回鹿嶋まつり（県立カシマサッカースタジアム隣）
- 11月23日、下館商工まつり2013（アルテリオ前広場）
- 11月24日、フェスティバル神立（土浦市立神立小学校隣神立第3児童公園）

#### 2014年
- 02月11日、パンフェスタ ご当地キャラ＆アイドルワンダーランド（土浦駅前ウララ1階特設会場）
- 03月02日、iDOL RUSH REVOLUTION VOL3（テレビ朝日 umu）
- 03月21日、みと楽（南町自由広場（水戸市））- 土浦ブースお手伝い
- 04月06日、土浦桜まつり
- 04月20日、かすみがうらマラソン
- 08月16日、茨城ご当地アイドル大集合（水戸大工町 トモスみと（水戸市））
- 08月29日、ソニックガーデン2014（取手西口大駐車場（取手市））
- 08月30日、まつりつくば2014（つくばセンター広場特設ステージ（つくば市））
- 09月07日、IIS(Ibaraki Idol Summit)vol.3（club Sonic mito）
- 09月14日、まちなか元気市（まちかど蔵前駐車場（土浦市））
- 09月14日、土浦エンジョイフェスティバル（ペルチ土浦屋上）
- 09月14日、サウンド蔵ムーンライトコンサート2014（土浦駅付近 滝の前広場（土浦市））
- 10月12日、つくばラーメンフェスタ2014（研究学園駅前公園）
- 10月25日、土浦市産業祭（川口ショッピングモール505モールフレンドパーク）
- 10月26日、祭りゆうき2014（けやき公園・アクロス（結城市））
- 11月08日、土浦そばまつり（土浦市新治地区公民館駐車場）
- 11月15日、第11回 土浦カレーフェスティバル（土浦市川口運動公園　陸上競技場）
- 11月23日、フェスティバル神立2014（神立公園（神立小学校隣））
- 11月23日、五所神社秋祭り（上町商店街 五所神社（下妻市））
- 11月25日、土浦商工会議所異業種交流会（L’AUBE（土浦市））
- 12月07日、ダンスフェスタ（竜ヶ崎ショッピングセンターサプラ）
- 12月14日、しもんchu12月定期公演（コンドー楽器三階ステージ（下妻市））
- 12月23日、T-Princessクリスマスパーティ（BAR TAKEO）

#### 2015年
- 01月10日、Ibaraki Idol Summit Vol.4（Club SONIC mito）
- 01月31日、ぬく森まつり（茨城県立中央青年の家）
- 02月01日、第9回荒川沖DO!!すっぺまつり（荒川沖小学校）
- 02月18日、あいどる どぅん つくば（club OctBaSS（つくば市））
- 03月08日、スカイスリーフェスタ（茨城空港（小美玉市））
- 03月22日、常陸ノ国グルメフェス（日立シビックセンター前 日立新都市広場）
- 04月05日、土浦桜まつり（旧モール滝の前ステージ）- 雨のため中止
- 04月05日、あみさくらまつり（阿見町総合保険福祉会館脇ふれあいの道）- 雨のため中止
- 04月19日、かすみがうらマラソンランナーズヴィレッジ（川口ショッピングモール505野外ステージ）
- 04月25日、牛久でアイドル対バンやっちゃうよ？（牛久駅西口エスカードホール）
- 04月29日、Ibaraki Idol Summit Vol.5（Club SONIC mito）
- 05月03日、土浦環ライオンズクラブ杯 中学生バレーボール大会開会式
- 05月07日、土浦市・春の全国交通安全運動キャンペーン（イオンモール土浦）
- 05月10日、（社）土浦青年会議所 第44回茨城ブロック大会 土浦大会（霞ヶ浦総合公園）
- 05月30日、アートフェスタVol.2in水戸（水戸市・南町自由広場）
- 06月14日、しもんchu定期公演「IBARAKI IDOL PARTY」（コンドー楽器三階ステージ（下妻市））
- 06月28日、THE I-DOLL MATSURI（亀城プラザ文化ホール）- 初の単独ライブ、県内6つのグループが集結。
- 07月05日、SmileEyes & mike☆mike Music Live with 藤井ケイイチ・柴田和貴（ニューポートひたちなか ファッションクルーズ 屋外ステージ）
- 07月11日、はこどるパラダイス（Club SONIC mito）
- 07月18日、まちなかステージ2015 in サマー（水戸駅北口ペデストリアンデッキ）
- 07月20日、第20回泳げる霞ヶ浦市民フェスティバル（霞ヶ浦総合公園）
- 07月25日、T-Princessご当地ライブステージ（イオンモール土浦1階 花火ひろば）
- 07月25日、いしおか七夕まつり（石岡駅前通り）
- 07月26日、第34回うしくかっぱ祭り（花水木通り・牛久市役所）
- 08月01日・2日、土浦キララまつり2015（JR土浦駅前通り・キララ広場）- 卒業ライブ

### 公式サイト
- T-Princess official web site - ティープリンセス公式ホームページ

### 公式ブログなど
- T-Princess (tprincess2012) - Facebook
- T-Princessのブログ - Ameba Blog - Aya、Nana、Mizukiが投稿。
- Ayu日記帳♡T-princess土浦アイドル - Ameba Blog
- T-princess:Nahoのブログ - Ameba Blog

### Twitter
- T-princess　土浦ご当地アイドル (@tsuchiura_idol) - X（旧Twitter）
- Aya&Nana (@aya_nana_) - X（旧Twitter）
- Ayu (@au_331) - X（旧Twitter）
- Naho (@NahoT_Princess) - X（旧Twitter）
- Mizuki (@miiii7218) - X（旧Twitter）